# Epitonium ancillotoi
Epitonium ancillotoi is een slakkensoort uit de familie van de Epitoniidae. De wetenschappelijke naam van de soort is voor het eerst geldig gepubliceerd in 1998 door T. Cossignani & V. Cossignani.